# Wyeomyia trinidadensis
Wyeomyia trinidadensis är en tvåvingeart som beskrevs av Theobald 1901. Wyeomyia trinidadensis ingår i släktet Wyeomyia och familjen stickmyggor. Inga underarter finns listade i Catalogue of Life.